# Liste de fortifications en Russie
Liste de fortifications en Russie.
- Kremlin de Moscou
- Kremlin de Sergijew Possad
- Kremlin d'Astrakhan
- Fortifications de Königsberg (Kaliningrad)
- Kremlin de Kazan
- Kremlin de Novgorod
- Kremlin de Nijni Novgorod
- Kremlin de Pskov
- Nyenschantz (pris à l'empire Suédois en 1703 par Pierre Ier de Russie; par la suite détruite (reste un monument))
- Forteresse Pierre-et-Paul à Saint-Pétersbourg
- Forteresse de Balga (Weseloje)
- Forteresse de Ragnit (Neman)
- Burg Labiau (Polessk)
- Kronstadt